# Odes
Odes (gr: Ωδές) es un álbum de estudio de la actriz Irene Papas junto al músico Vangelis, editado en 1979 por Polydor Records.
El disco, cantado enteramente en griego, se caracteriza por la unión de la música electrónica de Vangelis con ritmos de sabor folklórico balcánico, y la personal voz de Papas interpretando temas tradicionales, salvo dos, cuya música fue compuesta por Vangelis.
La actriz, que escasas veces incursionó en la música, realizaría otro disco con Vangelis en 1986, titulado Rapsodies.

## Lista de temas
- Títulos de la edición internacional, entre paréntesis los originales griegos.

Lado A
1. "Les 40 braves" - tradicional. (40 Παλληκάρια)
2. "Neranzoula [Le petit oranger]" - trad. (Νεραντζούλα)
3. "La danse du feu" - (Χορός Της Φωτιάς)
4. "Les Kolokotronei" - trad. (Οι Κολοκοτρωναίοι)
5. "Le fleuve" - trad. (Το Ποτάμι)

Lado B
1. "Racines" - (Οι Ρίζες)
2. "Lamento" - trad. (Μοιρολόϊ)
3. "Menousis" - trad. (Ο Μενούσης)

## Personal
- Irene Papas - letras, voz
- Vangelis - autor (A3, B1), sintetizadores, teclados, arreglos, producción
- Arianna Stassinopoulos - letras